# Perispasta
Perispasta és un gènere d'arnes de la família Crambidae. Conté només una espècie, Perispasta caeculalis, que es troba a Amèrica del Nord, on ha estat registrada des de Quebec a l'oest fins a la Columbia Britànica, al sud de Florida, Texas i Colorado. L'hàbitat es compon de camps i prats.
L'envergadura és de 16-18 mm. Les ales són de color marró fosc amb un cercle blanc. Els adults apareixen de gener a novembre, depenent de la ubicació.